# Arroyo Salado (vattendrag i Spanien, Andalusien, Province of Córdoba)
Arroyo Salado är ett vattendrag i Spanien.   Det ligger i provinsen Province of Córdoba och regionen Andalusien, i den centrala delen av landet, 270 km söder om huvudstaden Madrid.